# Stemma dell'isola di Ascensione
Lo stemma dell'isola di Ascensione (amministrativamente dipendente da Sant'Elena, Ascensione e Tristan da Cunha) fu introdotto nell'agosto 2012.

## Storia
Prima di tale data, per scopi ufficiali, era utilizzato lo stemma reale del Regno Unito.
Lo stemma è stato disegnato dal College of Arms e presentato al Buckingham Palace, dove fu approvato dalla regina Elisabetta II. Prima di ciò, agli isolani di Ascensione fu chiesto cosa avrebbero voluto vedere sulle armi. Il College of Arms ha dunque presentato un disegno esaminando le diverse proposte, tra cui quella di effigiare le tartarughe che depongono le uova sulla suddetta isola.

## Descrizione
Lo stemma è formato da uno scudo centrale, del tipo francese antico, nel quale vi è un'alternanza di tre fasce ondeggiate bianche e altrettante e omologhe azzurre. In esso sono raffigurate anche tre sterne fuligginose bianche e uno scaglione verde. Lo scudo è sormontato da un cimiero composto da un elmo decorato con svolazzi bicolore (verdi e bianchi) e separato tramite una cercine tricolore (verde, bianco e azzurro) da una nave a tre alberi. Quest'ultima ha come sfondo un monte verde. Come sostegni sono utilizzate due tartarughe verdi.